# 밀레니엄 파크

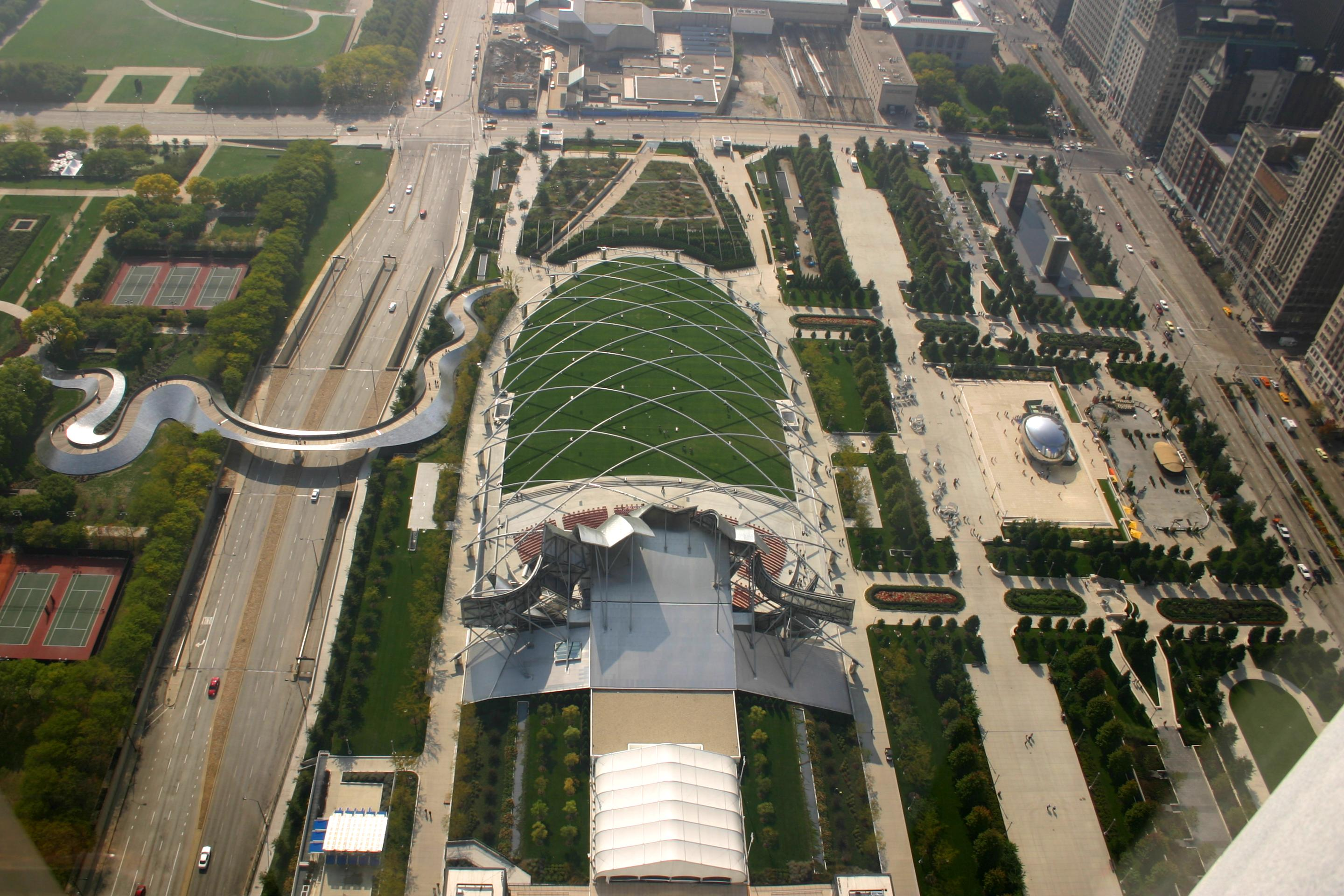
밀레니엄 파크

밀레니엄 파크(Millennium Park)는 미국 일리노이주 시카고 북쪽에 위치한 공원이다.

## 개요
1997년에 계획이 시작하여 착공하였으며, 예정보다 4년 늦게 2004년 7월 16일에 개장하였다. 밀레니엄 파크는 매일 오전 8:00 시부터 오후 9:00 시까지 운영된다.

## 주요 시설
공원 내에는 콘서트홀, 극장, 광장 등이 설치되어 있다. 또한, 시카고의 랜드마크인 애니시 커푸어의 조각품 클라우드 게이트가 위치해 있다.